# Davide Gualtieri
Davide Gualtieri (ur. 27 kwietnia 1971 w San Marino) – sanmaryński piłkarz występujący na pozycji napastnika, reprezentant San Marino w latach 1993–1999.

## Kariera klubowa
W trakcie swojej kariery występował w klubach Campionato Sammarinese, kolejno: SS Juvenes, SS Pennarossa i SP Tre Penne oraz we włoskiej Tavernie Montecolombo.

## Kariera reprezentacyjna
22 września 1993 zadebiutował w reprezentacji San Marino w meczu z Holandią (0:7) w eliminacjach Mistrzostw Świata 1994. W spotkaniu tym wszedł on na boisko w 55. minucie, zastępując Nicolę Bacciocchiego. 17 listopada 1993, w swoim drugim występie przeciwko Anglii na Stadio Renato Dall'Ara, zdobył jedynego gola w reprezentacji. Bramka padła 8,3 sekundy po rozpoczęciu gry, co było najszybciej strzelonym golem w eliminacjach i finałach mistrzostw świata. Prowadzenie San Marino utrzymywało się do 22. minuty, kiedy to wyrównującą bramkę zdobył Paul Ince; ostatecznie spotkanie zakończyło się zwycięstwem Anglii 7:1. Trafienie Gualtieriego przyczyniło się do tego, że Anglicy nie wygrali meczu różnicą co najmniej siedmiu bramek, co było im potrzebne do awansu na mistrzostwa świata w przypadku zwycięstwa Polski z Holandią w równolegle rozgrywanym meczu (Polacy przegrali jednak wówczas 1:3, więc nawet siedmiobramkowe zwycięstwo nie dałoby Anglii awansu).
Ogółem w latach 1993–1999 Gualtieri rozegrał w drużynie narodowej 9 spotkań i zdobył 1 gola. 10 października 2016 jego osiągnięcie zostało pobite przez Christiana Benteke, który strzelił bramkę po 8,1 sekundy w meczu Belgii z Gibraltarem w eliminacjach Mistrzostw Świata 2018.

### Bramki w reprezentacji
| Lp. | Data              | Miejsce                         | Przeciwnik | Bramka | Rezultat | Ranga meczu                       |
| --- | ----------------- | ------------------------------- | ---------- | ------ | -------- | --------------------------------- |
| 1.  | 17 listopada 1993 | Stadio Renato Dall'Ara, Bolonia | Anglia     | 1:0    | 1:7      | Eliminacje Mistrzostw Świata 1994 |

## Życie prywatne
Gualtieri jest właścicielem sklepu komputerowego, który otworzył, gdy był jeszcze czynnym piłkarzem.

## Sukcesy
SP Tre Penne
- Puchar San Marino: 2000
- Superpuchar San Marino: 2005